# Talisman

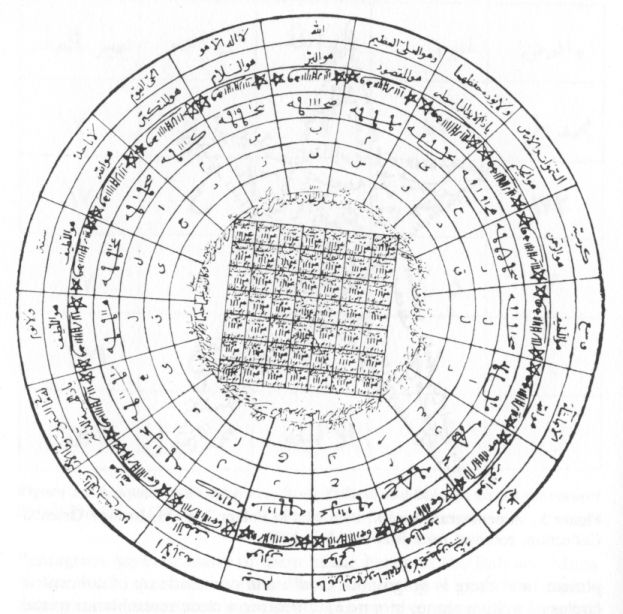
Ein Talisman aus der Feder des persischen Religionsstifters Bab

Ein Talisman (Plural: Talismane) ist ein kleiner Gegenstand oder ein Erinnerungsstück, dem zauberkräftige, Glück bringende Eigenschaften zugeschrieben werden. Damit unterscheidet er sich vom Amulett, das darüber hinaus auch zur Abwehr von Unheil eingesetzt wird.
Umgangssprachlich werden heute die Wörter Talisman, Glücksbringer, Amulett und Maskottchen nahezu synonym verwendet.

## Etymologie
Das Wort Talisman wurde im 17. Jahrhundert aus dem italienischen „talismano“ entlehnt, das auf das arabische طلسم / ṭillasm zurückgeht und „Zauberbild“ bedeutet. Das arabische Wort wiederum lässt sich auf das mittelgriechische „τέλεσμα (télesma)“ zurückführen, das „Abgabe, geweihter Gegenstand“ bedeutet oder byzantinisch „Zaubergegenstand“.

## Geschichte
In arabischen Erzählungen spielt der Talisman eine wichtige Rolle. Ähnliche Gegenstände waren der Skarabäus der Ägypter, die Abraxasgemme der Gnostiker, die Alraune und der Allermannsharnisch des Mittelalters, der Siegesstein der Wielandsage und das meist mit magischen Zeichen und Sprüchen beschriebene Amulett. Zu den verbreitetsten Talismanen des chinesischen Kulturkreises zählt das Ruyi-Zepter.
Hasenpfote, vierblättriges Kleeblatt, Hufeisen und Glückspfennig sind Glückssymbole. Eine Besonderheit besteht in der zeitlichen Konstanz, mit der ein Talisman seine Wirkung entfalten soll – im Unterschied zum einfachen Glücksbringer, dem häufig nur eine punktuelle Funktion zukommt. Ein Talisman wird von seinem Nutzer im Hinblick auf dessen erhoffte zukünftige Wirkung selbst gewählt und in Besitz genommen, ein schlichter Glücksbringer hingegen ist nicht so eng mit dem Empfänger des Glücks verbunden und kann auch in der Rückschau als solcher gedeutet werden. Etwas oder jemand hat dann mutmaßlich in einer Situation Glück gebracht.

## Herstellung
Anders als einfache Fundobjekte, die als Glückssymbole dienen, wird ein Talisman traditionell von einer hierauf spezialisierten Person für einen bestimmten Auftraggeber hergestellt.

## Bedeutende Werke
Zu den wichtigsten Werken westlicher Prägung, die sich mit der Herstellung und Verwendung von Talismanen beschäftigt, zählt Das Schwarze Huhn auch Black Pullet oder La poule noire. Das Grimoire aus dem französischen Zyklus der Zeit Napoleons, behandelt die Geschichte eines französischen Offiziers, der im Rahmen des Ägyptenfeldzugs Napoleons von der Truppe abgeschnitten und in der Großen Pyramide in die Kunst der Talismane eingeführt worden sein soll.
Während der erste Teil des Werks fiktiv ist, geht es im zweiten Teil auf Talismane, deren Beschaffenheit und Fertigung näher ein. Ein zweites Werk ist die „Einführung in das Gesamtgebiet des Okkultismus“ von Manfred Kyber. Das zu Beginn des 20. Jahrhunderts erschienene Werk behandelt zu Beginn Talismane als unterste Form des Okkulten, bevor es weiter auf Wahrsagerei, die Prophetie des Nostradamus sowie außerkörperliche Erfahrungen eingeht.